# Borsa Miklós (mérnök)
Borsa Miklós (Budapest, 1938. január 8. – 2018. február 13.) magyar építészmérnök, díszlettervező, öttusázó. A Magyar Állami Operaház főmérnöke, műszaki igazgatója. Felesége, Sebestény Katalin (1940–) balettmester volt.

## Életpályája
1961-ben szerzett diplomát a Budapesti Műszaki Egyetem Építészmérnöki Karán. Ezután a Magyar Nemzeti Galéria építkezésénél volt építésvezető. 1963–1964 között a Pécsi Nemzeti Színház szcenikusa volt. 1964–2002 között a Magyar Állami Operaház főmérnöke, és műszaki igazgatója volt; 2006-ig címzetes műszaki igazgatója, majd örökös tagja volt. 1972–1985 között a Magyar Állami Operaház akkori rekonstrukciójának egyik felelőse, tervezője és szervezője volt. 1982–1996 között Magyarország küldöttje volt az OISTAT végrehajtó bizottságában. 1985-től tanítással is foglalkozott.

### Munkássága
Tanulmányokat is írt, színpadképeket is tervezett. Dolgozott többek között Németországban, Olaszországban, Franciaországban, Angliában, Skóciában, Ausztriában, Kanadában, Mexikóban, az USA-ban, Japánban és Kínában. Díszlettervei láthatók voltak a Pécsi Nemzeti Színházban, a Nemzeti Színházban, a Margitszigeti Szabadtéri Színpadon, a Magyar Állami Operaházban és a Thália Színházban. Tervezési tanácsadó volt a Vígszínház, a Madách Színház, az Budapesti Operettszínház, a szekszárdi Magyarországi Német Színház és a Gyulai Várszínház felújítási munkáinál. Tanított a Színművészeti Akadémián, a Magyar Képzőművészeti Egyetemen, a Magyar Táncművészeti Egyetemen és a Szent István Király Zeneművészeti Szakgimnázium továbbképző évfolyamában.

### Sportpályafuása
A Csepel SC egykori kiváló öttusázója, a Magyar Öttusáért Alapítvány korábbi elnöke volt. A Honvéd, majd a Csepel kiváló öttusázója volt.
Temetése a Farkasréti temetőben volt.

## Színházi díszlettervei
- Schaffer: Ki megy a nő után? (1964)
- Schaffer: Ki után megy a nő? (1964)
- Sütő András: Káin és Ábel (1978)
- Mamma Maria (1990)
- Mozart: Titus kegyelme (1991)
- Karinthy Márton: Búcsúlevél (1991)
- Crowley: Fiúk a csapatból (1992)
- Bizet: Gyöngyhalászok (1993)
- Zorba (1999)
- Haydn: Halsázlányok (2003)
- Handel: Julius Caesar (2003)
- Mozart: Az álruhás kertészlány (2004)

## Könyvei
- Az ismeretlen Operaház (1984)
- Egyharmad Opera (2010)

## Albumai
- A Dalszínháztól az Operaházig (2014)

## Díjai
- Munka Érdemrend arany fokozat (1984)
- Operaházi Jubileumi Aranygyűrű (1990)
- A Magyar Érdemrend tisztikeresztje (1998)
- Tolnay Pál-díj (2015)
- A Magyar Állami Operaház Örökös Tagja (posztumusz, 2018)